# فارسیهود
فارسیهود یا پارسیهود که همچنین با نام‌های یهودفارسی، فارسی-یهودی، ژیدی، جودی و جیدی نیز شناخته می‌شود هم به گروهی از گویش‌های یهودی که یهودیان ایران به آن تکلم می‌کنند و هم به نوشته‌های فارسی با الفبای عبری گفته می‌شود. این نوشته‌ها به جز چند مورد از جمله ترجمه مزامیر داود به زبان و خط پهلوی به زبان فارسی نو هستند. از جمله آثار ادبیات فارسیهود برگردان رستم و سهراب فردوسی، رباعیات خیام، دیوان حافظ، گلستان سعدی، فیه و مافیه مولوی، منطق الطیر عطار، هفت پیکر و خسرو و شیرین و لیلی و مجنون نظامی گنجوی و یوسف و زلیخا از جامی را می‌توان مورد اشاره قرار داد.
زبان فارسی-یهودی (به اختصار JP یا فارسیهود) اشاره به گروهی از زبان‌های مشترک یهودیان در ایران بزرگتر است در دوران هزاران ساله استفاده می‌ شده‌است.

## سیری بر فارسیهودی

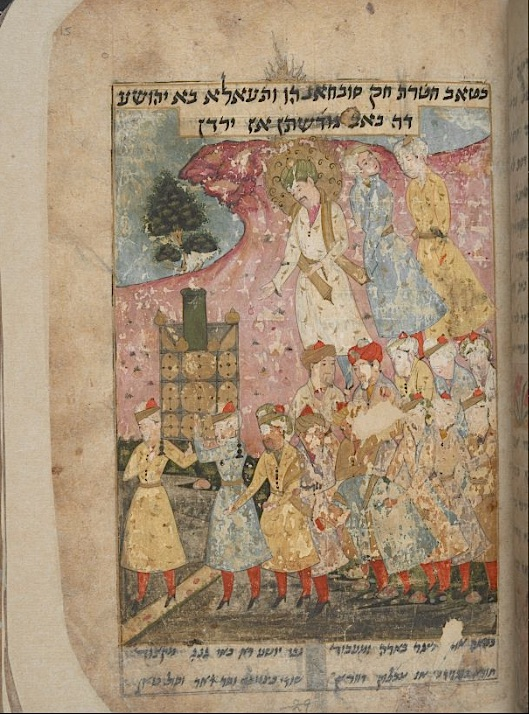
یوشع وقوم اسرائیل از رود اردن عبور می‌کنند.

جامعهٔ یهودیان ایران یکی از قدیمی‌ترین جوامع یهودی است و تاریخ پاگیری آن به قرن هشتم پیش از میلاد بازمی‌گردد. یهودیان ایران در سخت‌ترین شرایط و حتی به هنگامی که تحت تعقیب و تفتیش عقاید بودند، به مذهب و عقایدشان پایبند باقی ماندند، اما همین جامعه همواره آمادهٔ اخذ فرهنگ و ادبیات ایرانی و حفظ آن به منزلهٔ فرهنگ خویش بوده‌است.
یهودیان ایران به گویش‌هایی محلی سخن می‌گفته‌اند که بسیاری از آنان از نظر پژوهش‌های زبان‌شناسی پرارزش‌ هستند. از جملهٔ این گویش‌ها می‌شود به گویش‌های اصفهانی و یزدی اشاره کرد که از واژگان عبری و آرامی متأثر بوده‌اند. طومار استر به زبان عبری و طومار قمرانی به زبان آرامی که در طومارهای قمران پیدا شده‌است، مبین حضور عناصر ایرانی در زبان ایرانیان یهودی از دورهٔ هخامنشی است. همچنین شواهدی مبنی بر وجود ترجمهٔ کتاب مقدس یهودیان به زبان پارسی دورهٔ ساسانی در دست است. به هر روی، قدیمی‌ترین اسناد مکتوب فارسیهودی به قرن هشتم میلادی بازمی‌گردد و عملاً همهٔ اسناد فارسیهودی که تا به امروز شناخته‌شده‌اند، گونه‌هایی از زبان فارسی نو بوده‌اند.
در گذشته بیشتر گویش‌های فارسیهودی خط عبری را برای نوشتن به کار برده‌اند، اما در قرون نوزدهم و بیستم، برخی از این گویش‌ها از حروف عربی، لاتین یا سیریلیک برای این منظور استفاده کرده‌اند. در برخی از اسناد از واژگان عبری کمتر استفاده شده‌است و گاه کاملاً از کلمات عبری تهی‌اند. درجهٔ کهنه‌گرایی نیز در آنها متفاوت است و حتی برخی از آثار فارسیهودی، در مقایسه با آثاری که مسلمانان در همان دوره پدیدآورده‌اند، صورتی قدیمی‌تر از زبان پارسی را به کار گرفته‌اند. سخنگویان یهودی این زبان آن را فارسی یا در متون قدیمی فارسیهودی پارسی نام می‌نهادند، ولی غیریهودیان با کنایه‌ای غیرمحترمانه از واژگانی همچون ژیدی، جودی یا جیدی برای نامیدن آن استفاده می‌کردند.

## فارسیهود باستان
فارسیهود باستان در عین اینکه حاوی بیشترین خصوصیات پارسی نو است، هم‌زمان برخی از خصوصیات پارسی میانه را نیز دارد. فارسیهود باستان جزء بسیار مهمی برای درک تکامل فارسی نو است. بیشتر اسناد منتشر شده از فارسیهود باستان احتمالاً ریشه در استان‌های جنوب غربی و خوزستان دارد. زبان بقیه شبیه تاجیکی است و با عنوان تاجیکی-یهودی شناخته می‌شود. اسناد فارسیهودی که اخیراً در افغانستان کشف شده‌است، حاوی گویش پارسی متفاوتی است. زبان و سبک اسناد فارسیهودی باستان نشان‌دهندهٔ صورت‌های باستان پارسی نو است و مرحلهٔ انتقالی از پارسی میانه به پارسی نو را نشان می‌دهد.
نمونه‌های زیر نشان از کهنگی و تنوع گویشی فارسیهودی باستان در گسترهٔ دستور زبان و واژگان دارند. از لحاظ معیارهای نگارشی، تنوع وسیعی در این زمینه مشاهده می‌شود؛ لذا می‌توان چنین فرض کرد که برای مثال، در قرن هشتم یا در گویش‌های شرقی، حروف /ق/ و /ک/ هم‌آوا بودند. حروف /ذ/، /ز/، /ض/ و /ظ/ در گویش‌های جنوبی تلفظ متفاوتی داشتند و در گویش‌های شمالی و شرقی، فقط /ض/ و /ظ/ هم‌آوا بودند. در متون متاخر (از قرن چهاردهم بدین سو) این چهار حرف دارای یک تلفظ هستند.
خطاها و لغزش‌ها یا عدم آنها نشان می‌دهد که خوشهٔ صامت /خوَ/ در یهودی تاجیکی باستان با فارسی نو یک صدا داشته و آن هم صدای /خ/ است. اما در اسناد باستان خوزستان و تفاسیر جنوب غربی کماکان، مانند پارسی میانه (xw)، دو صامت بوده‌است. حرف اضافهٔ /پا/ (احتمالاً با تلفظ /پَ/) که در همهٔ اسناد فارسیهودی باستان یافت می‌شود، نشانهٔ مرحله انتقالی از فارسی میانه /پَد/ به فارسی نو /بِه/ است. همچنین، /ـد/ فارسی میانه پیش از ضمیر متصل سوم شخص /ـیش/ برای ساختن /پدیش/ به معنی به او- قابل مقایسه با فارسی نو /بِهِش/- پدیدار می‌شود، اما در ضمایر اشاره /این/ و /آن/، /ـد/ پدیدار نمی‌شود: «پاین/پا این» و «پان/پا ان» - قابل مقایسه با فارسی نو «بدین» و «بدان». این پدیده نشانه‌ای است مفید برای اثبات این واقعیت که فارسیهودی باستان بیشتر ترکیبی از مجموعه گویش‌های باستان است تا اینکه ریشهٔ مستقیم فارسی نو باشد.
فارسیهودی باستان متعلق به دوره یا مرحلهٔ انتقالی وجه مجهول ات. در برخی متون تقریباً به صورت کامل از صورت‌های مجهول پارسی میانه استفاده شده‌است. برای مثال برای ساختن زمان حال مجهول، /ه_/ یا /یه_/ را به بُن حال فعل اضافه می‌کنیم، مانند «گو+یه+ید» به معنی «گفته می‌شود». برای ساختن زمان گذشته ماضی، /(ی-) ه -(ی-) را به بُن حال فعل اضافه می‌کنیم، مانند «گو+یه+یست» به معنی «گفته شد». در دیگر موارد، وجه مجهول از ترکیب صفت مفعولی با فعل کمکی «آمدن» یا «بودن» -قابل مقایسه با «شدن» فارسی نو- قابل مقایسه با «گفته می‌شود» در فارسی نو -و «گوفتا آمد» - قابل مقایسه با «گفته شد» در فارسی نو.
استفاده از کسرهٔ اضافه در متون فارسیهودی باستان به پیروی از استفادهٔ آن در پارسی میانه است. بدین ترتیب که علاوه بر کاربردهای فارسی نو، در آغاز جمله به صورت حرف ربط هم پیدا می‌شود، جایی که فارسی نو از «که» استفاده می‌کند. به هر روی، اسناد فارسیهودی باستان انتقال تدریجی به استفاده از «کی/کو» - مقابل «که» فارسی نو- را به جای کسرهٔ اضافه در عبارات ربطی نشان می‌دهند.
فارسیهودی باستان همچنین حاوی طیف گسترده‌ای در زمینهٔ واژگان است. عبری آرامی، عربی و زبان‌های ایرانی سازندهٔ بخش بزرگی از اجزای این زبان‌اند. درصد نسبی استفاده از هر یکی از این واژگان بسته به سبک، نوعِ متن (ژانر) یا نویسنده، متغیر است.
کتیبه‌های تنگهٔ آزو به سبب محدودیت و کمیِ واژگان حاوی مطالب آگاهی دهندهٔ کمی است. به هر روی، این کتیبه‌ها نمودار کهنه‌گراییاند، از جمله استفادهٔ واژهٔ «نیوی» (nywy) برای واژهٔ «کتیبه» که در پارسی میانه «نیبیگ» (nibēg) و در پارسی نو «نُبی» (nubī) به مفهوم کتاب مقدس است.
در نامهٔ دندان اویلیق واژگان عبری استفاده شده عبارتند از «ربی» (به معنی ربای، خاخام) و شاید هم «حمور» به معنی خَر. حتی برای مفهوم خدا در این متن از واژهٔ فارسی «یزید» (ایرد) یا «یزید خوده» به معنی «ایزد خدا» استفاده شده‌است. یگانه واژهٔ عربی در این نامه واژهٔ «رقیبین» به معنی «رکاب» است. عناصر عربی در کل متن‌های فارسیهودی باستان به ندرت بیش از ۱۵ درصد از واژگان را تشکیل می‌دهند. به هر رو، وجود این واژگان میزان بالای امتزاج را نشان می‌دهد. واژگان عربی عموماً پسوندهای پارسی گرفته و واژگان جدیدی را می‌سازند. مانند «موصیبتگین» (مصیبت عربی + ـگین فارسی) به معنی «مصیبت دیده» و گاهی نیز واژگان فاریس پسوند عربی می‌گیرند مانند «دوریت» (دور فارسی + یت عربی) به معنی «مسافت»، اما این پدیده در واژگان عبری تقریباً دیده نشده‌است.
در برخی از نامه‌های شخصی از گِنیزای قاهره، که به فارسیهودی باستان نوشته شده‌اند، متن پاریس به خط عبری نوشته شده‌است. نکتهٔ جالب در این نامه‌ها نوشتن عبارات عربی میان متن به خط عربی است. به نظر می‌رسد در ذهن نویسندگان نامه‌ها، پارسی، بر خلاف عربی، زبان یهودی در نظر گرفته می‌شده‌است.
ترجمهٔ فارسیهودی کتاب مقدس در همه دوره‌ها، مانند ترجمه‌های کتاب مقدس در دیگر زبان‌های یهودی، با توجه به متن عبری به صورت واژه به واژه و بدون نگرش به نحو فارسی صورت گرفته‌است؛ بنابراین، نمی‌شود از این ترجمه‌ها تاریخ نحو پارسی را بررسی کرد. برای نمونه، مترجمان از ضمایر اشارهٔ «آن» و «این» به منزلهٔ حرف تعریف استفاده می‌کردند که اصولاً در زبان پارسی وجود ندارد. همچنین حرف اضافهٔ عبری را که معادل پس‌نِهِشت «را» ی پارسی است، با پیش‌نِهِشت «ازمر» (از+مر فارسی نو) ترجمه می‌کردند. نتیجه اینکه تأثیر زبان عبری در ترجمهٔ کتاب مقدس بیش از اینکه مرتبط با ورود وام‌واژه‌ها باشد، در وام‌های نحوی است.
از سوی دیگر، مترجم در ترجمه از زبان عبری تا حد امکان از به کار بردن واژگان عبری خودداری کرده‌است و لذا، ترجمه‌های کتاب مقدس بیشتر از واژگان پارسی بهره برده‌است؛ واژگانی که در غیر این صورت هیچ اثری از آنها باقی نمی‌ماند و ناپدید می‌شدند. از آن جمله پارسی میانه wistāxw (به معنی «امن، معتمد»)، که در فارسی نو تبدیل به «گستاخ» شده‌است، در لهجه‌های متفاوت فارسیهودی باستان به صورت «اسوتاه» و «بسته» آمده و wistāxwīh («امنیت، اعتماد»)، به معنی «گستاخی» در فارسی نو، در متون فارسیهودی باستان به صورت «وستاهی» و «اوستاهی» و «بستهواری» پیدا می‌شود. به این ترتیب، پارسی میانه wistāxw (به معنای «امن، معتمد») -> فارسی نو «گستاخ» = فارسیهودی باستان «اوستاه» (گویش شمالی)، «بسته» (گویش جنوبی). پارسی میانه wistāxwīh («امنیت، اعتماد») -> فارسی نو «گستاخی» = فارسیهودی باستان «وستاهی»، «اوستاهی»، «بستهواری».

## فارسیهود کلاسیک و فارسیهود نو
فارسیهود باستان هم‌زمان با فتوحات مغولان در اوایل قرن سیزدهم رو به زوال و فراموشی گذاشت، تا اینکه در قرن نوزدهم بر اثر تحقیقات زبان‌شناسی دوباره به عرصهٔ پژوهش بازگشت. دوران اشغال ایران به دست مغولان موجب تغییرات وسیع فرهنگی و زبانی در ایران شد. فارسیهود از قرن چهاردهم به بعد، که شاید بتوان آن را «فاریسهود کلاسیک» نامید، با زبان غیر یهودی‌ها تقریباً فرقی ندارد، جز حضور عناصر عبری/آرامی و مقدار کمتری واژگان عربی و عدم رعایت قواعد املایی. گاه حتی این تفاوت‌های کوچک نیز دیده نمی‌شود.
آثار فارسیهودی کلاسیک بیشتر در قالب شعر و داستان‌های حماسی بر اساس کتاب مقدس و متون تاریخی باقی می‌ماند. مهم‌ترین ویژگی فارسیهودی کلاسیک از نظر زبان‌شناسی، املای کلمات است که مبین تلفظ لغات شبیه به فارسی عامیانهٔ امروز است. برای نمونه، تلفظ «ـون» به جای «ـان» مانند «عبریون» به جای «عبریان»، هم‌آوایی /ذ/، /ز/، /ض/ و /ظ/ با هم و /ا/، /ع/ با هم و /ح/ و /هـ/ با هم و مانند اینها.
در دورانی که یهودیان ایران تحت فشارهای مذهبی بودند، یهودیان بخارا آزادی مذهبی و فرهنگی بیشتری داشتند. گویش آنها را اگرچه فارسی نام نهاده‌اند، در واقع تاجیکی-یهودی است و نسبت این زبان با تاجیکی همانند نسبت فارسیهودی به فارسی رسمی است. باید در نظر داشت که زبان‌شناسان، تاجیکی را شاخه‌ای از زبان فارسی می‌دانند. جامعهٔ یهودی افغانستان امروز در واقع متشکل است از یهودیان فراری از ایران، به خصوص یهودیان مشهد و زبان ایشان ادامهٔ همان فارسیهودی ایران است.
در قرن بیستم میلادی، وضعیت اجتماعی یهودیان ایران تغییر کرد. اعضای ثروتمند جامعه از محلات یهودی‌نشین بیرون آمده، به جای گویش‌های محلی و فارسیهودی، سخن گفتن به زبان فارسی رسمی را آغاز کردند. اما در بعضی موارد، لحن صدا، تلفظ و هممچنین استعمال واژگان خاص زبان یهودیان محلی باعث تشخیص این یهودیان از غیر یهودیان می‌شد. برای نمونه می‌توان از استفادهٔ واژه عبری «براخا» (به معنی برکت) برای شمارش افراد و واژهٔ «مِلی» به جای «گربه» یا تلفظ آواهای /θ/ (ث) و /δ/ (ذ) به جای /s/ (س) و /z/ (ز) نام برد با این همه، جوانان یهودی ایرانی نسل دوم به فارسی رسمی حرف می‌زنند. بر عکس آنها که فقط تحصیلات یهودی دارند، زبان یهودیانی که تحصیلات عمومی ایرانی کرده‌اند، از زبان مسلمانان تقریباً غیرقابل تشخیص است. حتی در خطابه‌های کنیساها هم استفاده از اصطلاحات «یهودیت» کمتر استفاده می‌شود، زیرا مخاطبان جوان بیشتری تحصیلات مدرسه‌ای و دانشگاهی غیریهودی کرده‌اند. یهودیان ایران تا حدی زبان فارسی را جذب کرده‌اند که بعضی از دعاهای سنتی به جای عبری به فارسی خوانده می‌شوند. در خصوص انتشارات، کاهش نسبی فشار مذهبی همراه با ظهور صیهونیستم در ابتدا باعث چاپ مجله‌های فارسیهودی شد و بعدتر برخی از آنها به خط عربی منتشر شدند.
بخش عبری در فارسیهودی کنونی کمتر از زبان‌هی یهودی دیگر است و بیشتر به زندگی مذهبی اشاره دارد. برای مثال می‌توان از واژگان «تورات» (به جای توراه، اولین بخش کتاب مقدس)، «تِفیلیم» (ابزار نماز)، «صیصیت» (شال مذهبی) و «گوییم» (به معنی غیر یهودی که به عبری جمع و به فارسیهودی مفرد است) نام برد. البته در خطابه‌های مذهبی فارسیهودی، که بیشتر منقول از ادبیات مقدس است، واژگان عبری و آرامی بیشتری به کار می‌رود.
بعضی واژگان عبری به فارسیهودی تغییر معنی می‌دهند. برای نمونه واژهٔ «براخا» که در بالا ذکر شد، در فارسی به معنی شمارندهٔ افراد نیز هست و واژهٔ «اِخال» (hēxāl)، که به عبری معنی قسمتی از هیکل سلیمان دارد، به فارسیهودی جایگاه کتاب مقدس در کنیسا است. گاهی نیز واژگان عبری فارسیهودی با ساختار دستوری زبان فارسی به کار می‌روند. در بیشتر مواقع، صفت در حالت وصفی یا مسندٌ‌الیه بدون در نظر گرفتن شماره و جنس به صورت مفرد مذکر استفاده می‌شود. برای مثال، در جملهٔ «ایسرائلان بَعَل تشوآ شدند» (yisrāelān ba‘al tešūvā šodand) که در فارسی نو به معنی «یهودیان توبه‌کار شدند» است، صفت «توبه‌کار» در عبری به صورت جمع گفته می‌شود، ولی در فارسی مفرد است. هر چند فعل‌های عبری در فارسیهودی صرف نشده‌اند، از واژگان عبری در ساخت فعل‌های مرکب استفاده می‌شود. برای نمونه، از واژهٔ «عاوون»، فعل مرکب «عاوون کردن» به معنی «گناه کردن» و از واژهٔ «طِبیلا»، فعل مرکب «طِبیلا کردن» به معنی «غسل مذهبی کردن» ساخته شده‌است.
در قرن بیستم و بیست و یکم بعضی نوشته‌های یهودیان برای یهودیان دیگر به خط عربی و تقریباً بدون هیچ جزء عبری نوشته می‌شود. یهودیان بخارا از ۱۹۲۴ تا ۱۹۴۰ زبان خودشان را با خط لاتین نوشته‌اند. یهودیان ساکن کوهستان‌های داغستان و جمهوری آذربایجان تا سال ۱۹۲۸ برای نوشتن زبان تاتی-یهودی (Judaeo-Tat)، از خط عبری استفاده می‌کردند، هر چند که تاتی یهودی نیز خود شاخه‌ای از زبان فارسی است. پس از آن، از خط لاتین و از سال ۱۹۳۸ به بعد، بیشتر از خط سیریلیک استفاده کردند.
اسرائیلی‌های ایرانی‌الاصل، مخصوصاً جوانانِ آنها، به زبانی صحبت می‌کنند که می‌توان آن را «فارسی اسرائیلی» نامید. این زبان عمدتاً آمیزه‌ای از واژگان عبری با استفاده از قواعد نحو و حروف و فعل‌های کمکی فارسی است. از این رو می‌توان این زبان را در ردیف «زبان‌های ساندویچی» شمرد، زیرا زبان عبری هم تأثیری زیرینی (بخش عبری زبان فارسی یهودی اصلی) و هم تأثیری زِبَرینی (بخش عبری مدرن که زبان اکثریت است) بر آن داشته‌است.

## تاریخچه مطالعه متون فارسیهود توسط خاورشناسان
نخستین متن فارسیهودی که خاورشناسان غربی به آن توجه کردند، ترجمهٔ تورات به فارسیهود به قلم یعقوب بن یوسف طاووس است، زیرا اولین نمونه از آثار فارسیهودی است که به طبع و نشر رسیده و چاپ شده‌است. این نسخه از تورات را انتشارات شونچینو (soncino) در ۱۵۴۶ م در قسطنطنیه و در میان مجموعه‌ای از ترجمه‌های تورات به زبان‌های متفاوت به چاپ رساند. اما این ترجمه زمانی در غرب شهرت یافت که توماس هاید آن را به منظور چاپ در مجموعه‌ای از ترجمه‌های تورات به زبان‌های گوناگون به حروف عربی برگرداند و اسقف برایان والتن آن را منتشر کرد. تقریباً دو قرن طول کشید تا غرب متوجه سنت قدیمی و مستمر ترجمهٔ تورات به فارسیهود بشود و فقط در اوایل قرن نوزدهم میلادی بود که متون و ژانرهای دیگری از ادبیات فارسیهود کشف شدند.
قرن هفدهم سرآغاز جمع‌آوری دستنویس‌های فارسیهود در اروپا است. جامباتیستا وکیتی giambattista vecchietti، دانشور و جهانگرد مشهور اهل فلورانس، دستنویس‌های فارسیهود نوشته شده از قرن چهاردهم به بعد موجود در ایران را گردآوری کرد. این دستنویس‌ها که اکنون در موزهٔ واتیکان نگه‌داری می‌شود شامل ترجمهٔ بخش‌های مختلف کتاب مقدس و آپوکریفا هستند. بنا به دلایلی، سعی او در برگردانیدن این متون به خط عربی چنان‌که باید مورد توجه قرار نگرفت. در قرن نوزدهم، دستنویس‌های فارسیهود راهشان را به اروپا باز کردند. بر اساس فهرست کتابخانه‌ای معاصر، بیش از ۵۵ دستنویس در کتابخانه‌های مختلف اروپا در آن زمان موجود بود.
در سال‌های ۱۸۹۶–۱۸۹۷ میلادی، الکان ناتال ادلر دستنویس‌هایی از تهران، بخارا و سمرقند به دست آورد. او بیش از ۱۰۰ دستنویس از گِنیزاها (صندوق‌های نگهداری متون مقدس یهودی) و دستنویس‌های خصوصی و شخصی مردم را خریداری کرد. در ۱۹۲۳، مدرسهٔ یهودی علوم دینی نیویورک مجموعهٔ اَدلر را خرید. ویلهلم باخر به صورت گسترده‌ای به پژوهش و مطالعه در این مجموعه و بقیهٔ ادبیات فارسیهودی پرداخت. او همچنین شاعران کلاسیک ادبیات فارسیهودی، شاهین و عمرانی، را به دنیای غرب معرفی کرد. از نخستین مقالاتش باید به مقاله‌اش دربارهٔ روایات تاریخی بابایی بن لطف و بابایی بن فرهاد اشاره کرد که م. زلیگسان یک سال پیشتر منتشر و معرفی‌شان کرده بود. آثار و مطالعات تطبیقی دیگر ویلهلم باخر که به صورت گسترده‌ای بر زبان و ادبیات فارسیهودی متمرکز بوده و کماکان مورد توجه است، فهرست‌های متعدد، نسخ اصلی متون، ملاحظات و پژوهش‌های ادبیات فارسیهودی است.
اسناد بازیافتهٔ گِنیزای قاهره و منابع دیگری که سُلُمون شِختِر و دیگر گردآورندگان، همچون آبراهام فیرکوویچ، تا پایان قرن نوزدهم یافتند، باعث تغییر دیدگاه‌های دانشمندان دربارهٔ چگونگی و وسعت ادبیات فارسیهود شد. این آثار، مجموعهٔ ارزشمندی از منابع فارسیهودی قدیمی را فراهم آوردند که هم‌اکنون ۶۰۰ صفحه از متون متفاوت و ژانرهای گوناگون را شامل می‌شوند و تفاسیر و ترجمه‌های کتاب مقدس، دستور زبان و فرهنگ‌نویسی، قوانین یهودی، اسناد قانونی، پزشکی و مطالب مربوط به سحر و جادو، شعر و دعاهای مذهبی از یک سو و از سوی دیگر نامه‌های شخصی‌ای که غالباً هنوز منتشر نشده‌اند را شامل می‌شود. تهیه و چاپ این اسناد هم‌اکنون تحت پژوهش و نظارت شائول شاکد و همکارانش در حال انجام است.
سنت جمع‌آوری دستنویس‌ها از جانب مسافران به ایران تا قرن بیستم و پیش از انقلاب اسلامی نیز ادامه پیدا کرد. در این راه، دانشورانی چون آمنون نتصر، برای بنیاد بن‌صوی (Ben Zvi Institute) در اورشلیم و عزرا سپایس‌هندلر برای کتابخانهٔ کلاو در اتحادیه مدارس عبری سین‌سیناتی اوهایو (Hebrew Union College in Cincinnati) کوشیده‌اند.
در اوایل قرن بیستم، گروهی از مهاجران به اورشلیم دست به انتشار متون دینی و غیر دینی آثار فارسیهود زدند. هستهٔ مرکزی این گروه مدیریت شمعون خاخام، نویسنده و مترجم و ویراستار و ناشر معروف بخارایی بود. در این زمینه افراد دیگری نیز از ایران و افغانستان و سمرقند همکاری می‌کردند. این آثار شامل ترجمه‌هایی از ادبیات غیر یهودی مانند هزار و یک شب و کمدی «اشتباهات» شکسپیر به فارسیهود بود.
مقاله‌ای از ک.د. هاسلر (K.D.Hassler) در ۱۸۲۹ میلادی موجد آغاز پژوهش‌های فارسهیودی شد. در سال ۱۸۷۰ میلادی، وِست نخستین متن فارسیهودی غیرمذهبی را معرفی کرد که شامل یک متن سه زبانه بر روی یک لوح مسی بود. تاریخ این لوح که در تراوانکور (Tranvancore) در جنوب هند کشف شده بود، به قرن نهم بازمی‌گردد. در کنار متن پهلوی و عربی، چهار امضای فارسیهودی در مقام گواه و شاهد وجود دارد که نوشته‌است: «همگون/همچون من پِدِش گوهوم» به معنی «همانگونه/همچنین من بِهِش گواهم» یا به فارسی روان «من نیز به این گواهی می‌دهم».
در سال ۱۸۸۴ میلادی، پُل دولاگارد (Paul de Lagarde, 1827-1891) متن فارسیهودی کتب اشعیا، ارمیا و پاره‌ای از حزقیال را معرفی و نخستین توصیف دربارهٔ فارسیهودی را از دیدگاه زبانشناسی چنین عرضه کرد: «از این پس هیچ‌کس نمی‌تواند ادعا کند که واژگان فارسی نو را می‌شناسد، مگر اینکه با ترجمهٔ تمام این متون (فارسیهودی) از آغاز تا به پایان کار کرده باشد.» توصیفات زبانشناسی او بعدها به دست تئودور نولدکه و پُل هُرن (Paul Horn, d. 1933) تکمیل شد.
در سال ۱۸۹۹ میلادی، دیوید سموئل مارگلیوث متنی طولانی‌تر از اسناد غیرمذهبی فارسیهودی را با نام «گزارش حقوقی اهواز» متعلق به سال ۱۰۲۰ میلادی، معرفی کرد. این متن را دانشوران دیگری نیز از جمله والتر هنینگ، یس پیتر آسموسن، دیوید نیل مکنزی و شائول شاکد پژوهیده و بررسی کرده‌اند. این کشف به همراه دیگر متون قدیمی فارسیهودی اهمیت پژوهش‌های فارسیهودی قدیمی را برای تاریخ زبان فارسی مشخص کرد.
کارل زالمان (Karl Salemann) در سال ۱۹۰۰ بزرگترین متن فارسیهودی قدیمی را معرفی کرد که شامل بر ۲۲۶ صفحه از ترجمه و تفسیر کتاب حزقیال از مجموعه فیرکوویچ بود. این متن احتمالاً به قرن دهم یا یازدهم بازمی‌گردد. زالمان برخی از مختصات عمومی متن مانند «استفاده از فرم‌های نحوی وجه مجهول رایج در متون پارسی میانه» را توصیف و تشریح کرد. نسخهٔ کامل پژوهش زالمان هرگز منتشر نشد. این مجموعه در دهه ۱۹۸۰ میلادی در اختیار شائول شاکد قرار گرفت و در نهایت به دست تامار گیندین در سال ۲۰۰۶ به همراه ترجمه منتشر شد. پژوهش‌های جزئی دیگری بر متن تفسیر حزقیال از سوی دانشورانی چون شائول شاکد - در خصوص صرف برخی از افعال بی‌قاعده - و نیز دیوید مک‌کنزی، لودویگ پاول (Ludwig Paul) و تامار گیندین به سبب حجم زیاد آن و استفاده از دو گویش متفاوت و معاصر در متن بیشتر روشن می‌شود.
در ژانویهٔ ۱۹۰۱ میلادی، طی جستجویی باستان‌شناختی به سرپرستی سِر اورل ستاین (Sir M. Aurel Stein) در ویرانه‌های رواق، نزدیک معبد بودایی دندان اویلیق در منطقهٔ خُتن ترکستان چین، نامه‌ای تجاری به زبان پارسی و خط عبری کشف شد. کاغذهایی که برای نوشتن این نامه به کار برده شده بودند کمک شایانی به تعیین تاریخ نامه (نیمهٔ دوم قرن هشتم میلادی) کرد. این نامه قدیمی‌ترین سند فارسیهودی و همچنین فارسی نو است که دانشوران گوناگونی از جمله مارگولیوت در ۱۹۰۳، زالمان در ۱۹۰۴–۱۹۰۵، هنینگ در ۱۹۵۸، بو اوتاس (Bo Utas) در ۱۹۶۸، شاکد در ۱۹۷۱ میلادی و ژیلبر لازار (Gilbert Lazar) در ۱۹۸۸ مطالعه شده‌است.
در سال ۱۹۵۲ میلادی، ریچارد فرای و رومن گیرشمن به تنگهٔ آزو در افغانستان مسافرت کردند. در این کاوش، کتیبهٔ تازه‌ای کشف شد که آنها آن را پهلویِ اشکانی نامفهوم دانستند. هنینگ در ۱۹۵۷ این کتیبه را فارسیهودی تشخیص داد و تاریخ آن را سال‌های ۷۵۲ یا ۷۵۳ میلادی دانست. این امر مبین این نکته بود که این کتیبه هم‌دورهٔ نامهٔ دندان اویلیق یا کمی قدیم‌تر از آن است. کتیبهٔ تنگهٔ آزو و نامهٔ دندان اویلیق حاوی قدیمی‌ترین نمونهٔ نوشتارهای پارسی نو هستند. در میان آنچه تا به امروز منتشر شده‌است، این متون حقوقی و رسالهٔ دینی قرایی، داستان دانیال، تفاسیر و آثار ژیلبر لازار را می‌توان سنگ بنای مهمی در پژوهش‌های زبان فارسیهودی شناخت.
در دهه‌های اخیر، اسرائیل مرکز پژوهش‌های فارسیهودی بوده‌است. فعالیت‌های دانشورانی چون شائول شاکد در زمینهٔ فارسیهودی قدیمی، آمنون نتصر در زمینه تاریخ یهودیان ایران و شعر و ادبیات آنها، میخائیل زند دربارهٔ آثار یهودیان و یهودیت بخارایی را می‌توان در این زمینه برشمرد. از پژوهشگران متاخر می‌توان از داوید یروشلیمی (David Yerushalmi)، دَن شاپیرا (Dan Shapira)، تامار گیندین در اسرائیل و ورا باش مورین و ناهید پیرنظر در آمریکا نام برد. جدیدترین پژوهش در زمینهٔ دستور زبان فارسیهودی قدیمی را لودویگ پاول در هامبورگ آلمان صورت داده‌است. در ایران و به زبان فارسی، باید از اولین و جدیدترین کارها به کتاب ناهید غنی در ۲۰۰۹ و مقالات مهرداد کهن اشاره کرد.